# Jerry de Jong
Jerry Murrien de Jong (Paramaribo, 29 agosto 1964) è un ex calciatore olandese, di ruolo attaccante.
È il padre del calciatore Nigel de Jong.

## Palmarès

### Competizioni nazionali
- Campionato olandese: 2

PSV: 1990-91, 1991-92
- Coppe d'Olanda: 1

PSV: 1989-90
- Supercoppe d'Olanda: 1

PSV: 1992